# Dualchi
Dualchi es una localidad italiana de la provincia de Nuoro, región de Cerdeña, con 704 habitantes.

## Evolución demográfica
| Gráfica de evolución demográfica de Dualchi entre 1861 y 2001 |
|                                                               |
| Fuente ISTAT - elaboración gráfica de Wikipedia               |